# Tromatobia nipponica
Tromatobia nipponica là một loài tò vò trong họ Ichneumonidae.